# 멕시코 은행
멕시코 은행(스페인어: Banco de México, 약칭 BdeM)은 멕시코의 중앙은행이다. 1925년 중앙은행 금융법이 제정되었으며, 같은 해 9월 1일 지금의 멕시코 은행이 설립되었다.
멕시코 페소의 가치의 유지 등 멕시코 경제에 중요한 역할을 맡고 있다.

## 같이 보기
- 멕시코의 경제